# Tomislav Smoljanović
Tomislav Smoljanović, född den 15 juli 1977 i Split i Kroatien, är en kroatisk roddare.
Han tog OS-brons i åtta med styrman i samband med de olympiska roddtävlingarna 2000 i Sydney.